# Psycho-socio-esthétique
Pour les articles homonymes, voir Esthétique (homonymie).
Vous pouvez aider à l'améliorer ou bien discuter des problèmes sur sa page de discussion.
- Certaines informations devraient être mieux reliées aux sources mentionnées dans la bibliographie ou les liens externes. Améliorez sa vérifiabilité en les associant par des références. (Marqué depuis septembre 2015)
- Il adopte un point de vue régional ou culturel particulier et nécessite une internationalisation. (Marqué depuis septembre 2015)

La psycho-socio-esthétique est un métier d’accompagnement à visée thérapeutique, qui pratique le soin esthétique et le toucher massage comme outil de médiation corporelle et support de soin dans un cadre de travail pluridisciplinaire, au cœur d’un projet de soin dans le secteur médico-social.
En soutenant la personne à devenir acteur de son propre bien-être, l'objectif du métier est la revalorisation de l’image de soi et de l’estime de soi, en encourageant la parole par l’expression de ses ressentis et en travaillant sur la désadaptation ou le handicap de l'apparence.

## Historique[1]
La socio-esthétique naît en Angleterre en 1960, dans les services d’oncologie et de psychiatrie et la première socio-esthéticienne apparaît à San Francisco dans un centre psychiatrique en 1962. Deux ans plus tard, une esthéticienne bénévole intervient à l’hôpital psychiatrique Le Vinatier à Lyon.
En France, Jenny Lascare fonde en 1973 l’AEVH, Association des esthéticiennes à vocation hospitalière, instaurant le premier centre de beauté au CHS de Bron à Lyon. En 1976, est créée la première école d’esthétique à option humanitaire et sociale au centre hospitalier de Tours : le CODES. L'association CEW Cosmetic Executiv Women, par des femmes responsables d’industries de la beauté, met en place en 1992 des centres de beauté en milieu hospitalier. En 2003, les soins de support naissent par la mesure 42 du plan cancer, la socio-esthétique en fait partie.
Le Syndicat national des socio-esthéticiennes se penche de 2006 à 2008 sur une nouvelle formation visant la professionnalisation, élaboration du programme et du référentiel de la formation de psycho-socio-esthétique. En 2008 sont créées deux écoles pilotes de psycho-socio-esthétique, à Nanterre et à Pau. Le syndicat obtient la validation par le ministère de la Santé de la fiche métier de socio-esthéticienne avec reconnaissance de la terminologie « psycho-socio-esthétique », en tant qu'autre appellation de la socio-esthétique.
Le SNSE devient SNPSE, Syndicat national des professionnels en socio-esthétique, en 2011 et l'année suivante est créé l’association ANPSE, Association nationale des psycho-socio-esthéticiens(nes), par des professionnels en psycho-socio-esthétique.
Une association existe également en Suisse, l'Association Suisse des (psycho-)socio-esthéticiennes.

## Définition du métier
La psycho-socio-esthétique (PSE) est un métier qui prend en compte la personne de manière pluri-objective (bio-psycho-social-esthétique) pour travailler sur la désadaptation ou le handicap de l’apparence.
Elle met en œuvre des activités de soins de réadaptation, de réinsertion, et de réhabilitation psycho-sociale : par des soins individuels, des soins de groupes et toujours dans le cadre de soins transdisciplinaires.

Le but de ce métier est de participer activement au mieux-être des patients afin de favoriser un état de santé répondant à celui adopté par l'Organisation Mondiale de la Santé en 1946 : « La santé se définit comme étant un état de complet bien-être physique, mental et social, et ne consiste pas seulement en une absence de maladie ou d´infirmité ».
Le professionnel en PSE applique le soin relationnel, il accueille la parole avec bienveillance et empathie pour une relation de confiance et de communication dans l’approche globale du patient.
Il établit un diagnostic PSE, et conçoit son projet d’intervention.
La notion de psycho-socio-esthétique est fondée sur le concept de Moi-peau de Didier Anzieu.
L'accès à la psycho-socio-esthétique est également favoriser par la socio-oncologie. 

## Formation et reconnaissance en France
En France, après un CAP d’esthétique, il est nécessaire de suivre une formation spécialisante auprès d’une école certifiée par le Syndicat national des professionnels en socio-esthétique. La psycho-socio-esthétique est un métier reconnu dans la Fonction publique hospitalière et fait partie de la famille du soin (code métier 05R20, code ROME 11133).  Voir dans la fiche métier : Autres appellations : Psycho-socio esthéticien(ne).
Deux écoles dispensent une formation à la psycho-socio-esthétique depuis 2008 :
- École Paris Beauty Academy à Nanterre (Hauts-de-Seine)[6]
- École Joffre Karine Moncla à Pau (Pyrénées-Atlantiques)[7]

Il s'agit d'une formation professionnalisante et qualifiante permettant d'acquérir le profil de psycho-socio-esthéticien(ne) dans les secteurs du médical, social, psychiatrique et carcéral.
Conditions et modalités d'admission :
- Être esthéticien ou esthéticienne (posséder un CAP esthétique minimum)
- Être titulaire d'un diplôme de niveau IV (Bac, BP)
- 854H de cours et TP + 609H de stages, durée 1 an

Un travail est en cours auprès du RNCP (Répertoire National des Certifications Professionnelle) pour la reconnaissance de la formation.